# Aviation Technology Group
Pour les articles homonymes, voir ATG.
ATG est une société de construction aéronautique américaine qui s'est donné pour mission de conduire un groupe de fournisseurs mieux expérimenté, dans le but de concevoir le ATG Javelin, un jet privé aux performances prétendument exceptionnelles et dont une version militaire (MK-20) est candidate au remplacement des jets d'entraînement tels que le Fouga Magister. Malheureusement, le manque de compétence interne est la cause de multiples contretemps dans le programme en cours. Dernièrement, la compagnie a cessé de payer ses fournisseurs, ATK, ACT, Parker et d'autres. Un plan de financement a été lancé pour obtenir de nouveaux fonds d’investissement et éventuellement continuer le programme.[réf. nécessaire]